# 倍徑
倍徑是表示管狀火器，最常見於代表火炮的砲管長度相對於口徑的比例，兩者都是顯示火炮的重要數字，同時也是火炮分類的重要依據之一。

## 使用方式
倍徑是一個無單位的數字，與口徑共同表示火炮的基本大小。倍徑是以炮管的長度除以炮口直徑之後取最接近的整數而得。在標示上有會與英文字母L一起出現，意思是長度。譬如，40公厘/70或者是40公厘/L70，後面的70都代表炮管的長度是火炮口徑的70倍左右。

## 意義
由於管狀火炮的彈頭在炮管內受到推進藥產生的氣體作用時間愈長，炮口初速愈高，能量愈大，彈道也較為平伸，對射程也有正面的影響，因此理論上炮管的長度愈長愈好。在比較兩門同口徑的火炮的威力時，倍徑的大小是一個很好的參考依據。其中，倍徑愈大表示炮管愈長。

## 火炮分類
除了依照火炮的使用類型，如高射炮或者是艦炮區分之外，另外一種常見的火炮分類方式是以倍徑來處理：
- 倍徑在45以上為加農炮。
- 倍徑在39以下為榴彈炮。
- 倍徑在45與39之間為加榴砲。
- 倍徑在10以下為迫擊炮。

不過此種分類方式比較適用於二戰前火炮，近代迫擊炮長度大多超過10倍徑，火炮超越45倍徑卻稱之為榴彈炮者不在少數，加農炮以及加榴炮這些名詞逐漸被省略皆以榴彈炮稱呼。